# Мощениця (Горлицький повіт)
Мощениця (пол. Moszczenica) — село в Польщі, у гміні Мощениця Горлицького повіту Малопольського воєводства.
Населення — 3390 осіб (2011).

## Демографія
Демографічна структура станом на 31 березня 2011 року:
|          | Загалом | Допрацездатний вік | Працездатний вік | Постпрацездатний вік |
| -------- | ------- | ------------------ | ---------------- | -------------------- |
| Чоловіки | 1713    | 411                | 1104             | 198                  |
| Жінки    | 1677    | 353                | 962              | 362                  |
| Разом    | 3390    | 764                | 2066             | 560                  |